# Notodiaptomus difficilis
Notodiaptomus difficilis is een eenoogkreeftjessoort uit de familie van de Diaptomidae. De wetenschappelijke naam van de soort is voor het eerst geldig gepubliceerd in 1987 door Dussart & Frutos.